# Fortet vid Nummer 4

Fortet vid Nummer 4, (eng: Fort at Number 4), är ett amerikanskt friluftsmuseum. Ursprungligen var anläggningen ett fort som efter det fransk-indianska krigets slut utgjorde den nordligaste engelska bosättningen längs Connecticut River i New Hampshire.

## Orten

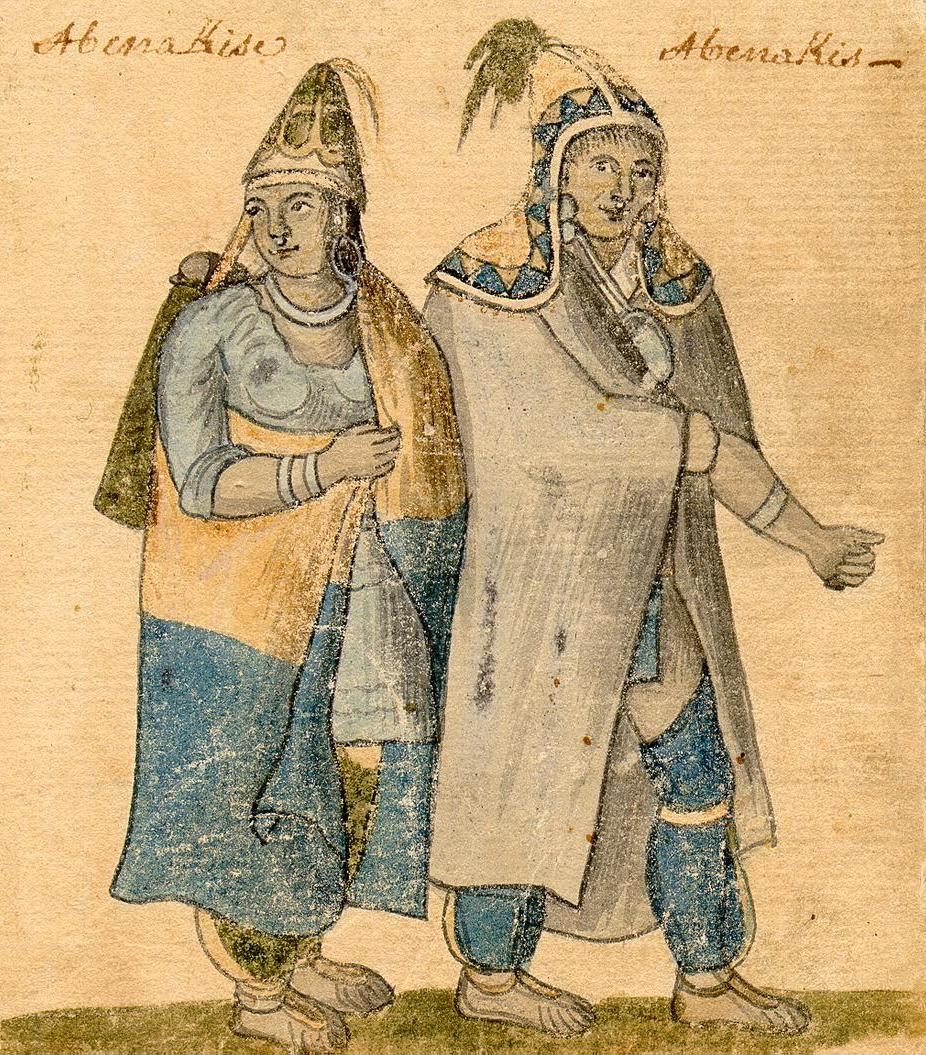
Abenakierna allierade sig med fransmännen i kampen mot de amerikanska bosättarna.

Platsen betecknades nummer 4 efter att Massachusetts General Court år 1735 styckat av 26 landområden, så kallade grants, för bosättningar och uppodling och denna fick nummer 4. Fortet är beläget i dagens Charlestown och låg vid grundandet mer än 50 km från närmaste europeiska bosättning. 

## Fortet
Bosättningen började anläggas 1740 och 1743 bodde tio familjer tätt tillsammans innanför en palissad. Under Kung Georgs krig övergav nybyggarna fortet 1746. På våren 1747 besattes fortet av en milisstyrka. Den 7-9 april utsattes fortet för en misslyckad belägring av fransk-abenakiska trupper. Efter kriget återvände nybyggarna. Under fransk-indianska kriget var fortet en bas för koloniala provinstrupper som opererade i gränstrakterna. Vid tiden för det amerikanska frihetskriget hade fortet övergivits men fungerade som samlingsplats för New Hampshires milis före dess marsch till Bennington, Vermont 1777.

## Museet
Museet är ett rekonstruerat fort som visar förhållandena under tiden för Kung Georgs krig under 1700-talet. Genom historiskt återskapande porträtteras nybyggare och milis.